# The Prisoner of Zenda (film 1913)
The Prisoner of Zenda è un film muto del 1913 diretto da Hugh Ford e Edwin S. Porter. La sceneggiatura firmata da Ford si basava sull'omonimo romanzo di Anthony Hope pubblicato a Londra nel maggio 1894 e sul lavoro teatrale dallo stesso titolo che si deve a Edward E. Rose e che era andato in scena in prima nella capitale inglese il 7 gennaio 1896.

## Produzione
Il film fu prodotto dalla Famous Players Film Company.

## Distribuzione
Il film - presentato da Daniel Frohman - uscì nelle sale cinematografiche degli Stati Uniti il 18 febbraio 1913. In Portogallo, fu distribuito con il titolo Tragédia de Um Rei il 28 marzo 1918.
Copie complete della pellicola sono conservate negli archivi della Library of Congress di Washington, dell'International Museum of Photography and Film at George Eastman House di Rochester e dell'UCLA Film And Television Archive di Los Angeles.